# Павлов, Егор Денисович
Егор Денисович Павлов (род. 8 сентября 2001 года) — российский пловец, бронзовый призёр чемпионата Европы на короткой воде 2021 года.

## Карьера
Воспитанник Пензенской областной спортивной школы олимпийского резерва водных видов спорта. Тренер — Абрамова Наталья Геннадьевна.
Победитель и призер первенства России среди юношей 2016 и 2017 года, победитель и призер VIII Летней Спартакиады учащихся России 2017 года, призер Европейского юношеского олимпийского фестиваля 2017 года, победитель и призер IV Летней Спартакиады молодежи России 2018 года.
В апреле 2019 года на чемпионате России по плаванию стал серебряным призером и установил юношеский рекорд России на дистанции 200 м баттерфляем. 
На первенстве Европы среди юниоров, которое состоялось в июле 2019 года в Казани, Егор выступал в качестве капитана сборной команды России и стал трехкратным победителем в эстафетном плавании. В августе 2019 года на первенстве мира в Будапеште (Венгрия) стал обладателем четырех медалей различного достоинства. В эстафете 4×100 м вольный стиль российская команда юношей, в составе которой выступал и Егор, завоевала серебро и установила юношеский рекорд Европы и юношеский рекорд России. Еще одно серебро Егор завоевал в эстафете 4×200 м вольным стилем, а в комбинированной эстафете он стал победителем первенства. В личном первенстве на дистанции 100 м баттерфляем Егор стал бронзовым призером. Приказом министра спорта России № 163 нг от 29 ноября 2019 г. удостоен спортивного звания мастер спорта России международного класса.
В мае 2020 года был включён в Галерею почета и славы Пензенской области.
На чемпионате Европы на короткой воде 2021 года на дистанции 200 метров баттерфляем занял третье место.

## Образование
После окончания школы с золотой медалью поступил в Института физической культуры и спорта Пензенского государственного университета.